# El tinte de la fama
El tinte de la fama (en inglés, The Color of Fame) es una película de drama venezolano del 2008 sobre una Marilyn Monroe y un transexual que cree ser su reencarnación. La película representó oficialmente a Venezuela en la 81.ª edición de los Premios Oscar, dentro del apartado Mejor película en Lengua Extranjera.

## Sinopsis
Magaly (Elaiza Gil) entra en un concurso de televisión que busca un sosias de Marilyn Monroe para hacerse con 25.000 dólares de premio. Su esposo, Arturo (Alberto Arifa), cree que es la mejor manera de superar la crisis financiera a la que se enfrentan. Enfrentada al desafío, Magaly se asocia con Héctor (Miguel Ferrari), quien cree ser Monroe reencarnada en un "hombre transexual del tercer mundo". Comienza a perder su identidad y sigue la misma caída de la actriz. 

## Elenco
- Alberto Alifa - Arturo
- Mirtha Borges - Encarnación
- Miguel Ferrari - Héctor
- Elaiza Gil - Magaly
- Víctor Manuel López - Tony
- Oscar Molinari - Rosell
- Johanna Morales - Norma